# Tayavek Gallizzi
Tayavek Gallizzi (Santa Fé, 8 de fevereiro de 1993) é um basquetebolista argentino que atualmente joga pelo Quilmes disputando a Liga Nacional de Básquet. O atleta possui 2,06m atua na posição Ala-pivô. Fez parte do selecionado argentino que conquistou a vaga para o torneio olímpico de basquetebol dos Jogos Olímpicos de Verão de 2016 no Rio de Janeiro.